# Space Pirate Captain Herlock: The Endless Odyssey
Космический пират Капитан Харлок: Бесконечная одиссея (яп. 宇宙海賊キャプテンへーロック - The Endless Odyssey SPACE PIRATE CAPTAIN HERLOCK OUTSIDE LEGEND 〜The Endless Odyssey〜) — аниме из франшизы Space Pirate Captain Harlock. Создано на студии Madhouse режиссёром Ринтаро по сценарию Садаюки Мураи при участии Лэйдзи Мацумото.

## Сюжет
Разносится новость, что эпоха космических пиратов окончена и наступили мир и порядок. Последняя из команды «Аркадии», Кэй Юки, арестована. На мусорной планете К-12 Доктор Зеро сидит в баре, вспоминает прошлое и вздыхает: теперь не модно быть пиратом. Никто не знает, куда исчез легендарный Капитан Харлок. Возможно, он мёртв или отправился бороздить Море Звёзд в одиночестве. Одно его имя вызывает ностальгию. Но спокойствие продлилось недолго.
Тем временем, в ходе археологических изысканий, профессор Дайба пробуждает ужасных существ Ноо, которые правили Вселенной ещё до появления человека. Спустя пять лет, древнее зло усилилось и, желая вернуть первоначальный хаос, начало претворять свои планы в жизнь.
Харлок вовремя вернулся, уцелевший Дайба попросил, чтобы он убил его, если тот когда-нибудь предаст человечество. Обещание сдержано, и за это придётся платить. Ноо направляются в Солнечную систему и хотят уничтожить Землю. Страх перед их вторжением перешёл в межпланетную войну. Капитан освободил своих товарищей из тюрьмы на Паноптиконе. В новый экипаж вошли ветераны Кэй Юки, Доктор Зеро, первый помощник Яттаран, главный инженер Мадзи, а также сын учёного, молодой Тадаси Дайба. Им придётся отправиться на бой со смертоносным врагом. Однако Тадаси надеется, что сможет отомстить за смерть отца, которого, по его мнению, убили Ноо, не зная правды. Благодаря душе друга, Тосиро, Харлок побеждает. Теперь парню Тадаси предстоит стать настоящим мужчиной, и перед ним выбор: убей или умри.

## Роли озвучивали
| Актёр                                                        | Роль                               |
| ------------------------------------------------------------ | ---------------------------------- |
| Коити Ямадэра                                                | Капитан Харлок                     |
| Томокадзу Сэки                                               | Тадаси Дайба                       |
| Рэй Сакума                                                   | Кэй Юки                            |
| Наоки Тацута                                                 | первый помощник Яттаран            |
| Нати Нодзава                                                 | Доктор Зеро                        |
| Юко Минагути                                                 | Миимэ                              |
| Рокуро Ная, Минами Такаяма, Кэйдзи Фудзивара и Ватару Такаги | Ноо                                |
| Тяфурин                                                      | главный инженер Мадзи              |
| Норио Вакамото                                               | командующий офицер Юкихито Ирита   |
| Хироси Отакэ                                                 | премьер-министр                    |
| Мами Кояма                                                   | Королева Ровин / Принцесса Луны    |
| Фумико Орикаса                                               | Нана                               |
| Кацуносукэ Хори                                              | профессор Дайба                    |
| Эми Синохара                                                 | Сидзука Намино                     |
| Каппэй Ямагути                                               | Тотиро Ояма                        |
| Мика Канаи                                                   | Маю Ояма                           |
| Рэйко Судзуки                                                | Масу                               |
| Мицуру Огата                                                 | Такэмацу                           |
| Рюдзабуро Отомо                                              | Онидзука                           |
| Хисао Эгава                                                  | Сабу                               |
| Тосихико Накадзима                                           | Ясу                                |
| Мотоко Кумаи                                                 | Томико                             |
| Тэцуо Сакагути                                               | диктор                             |
| Томохиса Асо                                                 | начальник полиции                  |
| Ёсукэ Акимото                                                | капитан правительственного корабля |

## Список серий
| №  | Название | Дата оригинального показа |
| -- | --- | ------------------------- |
| 1  | Блюз мусорной свалки «Hakidameno burusu» (はきだめのブルース)                                                                                   | 07.10.2003                |
| 2  | Для кого покоится друг «Darega tameni tomo ha nemuru» (誰がために友は眠る)                                                                      | 14.10.2003                |
| 3  | Далёкий зов Ноо «Harukanaru nu no yobigoe» (はるかなるヌーの呼び声)                                                                             | 21.10.2003                |
| 4  | 30 секунд Яттарана «Yattaran. 30 byō no kake» (ヤッタラン・30秒の賭け)                                                                          | 28.10.2003                |
| 5  | Поле битвы — мёртвая звезда «Senjō ha bohyō no hoshi ni» (戦場は墓標の星に)                                                                     | 04.11.2003                |
| 6  | Кроткие воспоминания «Tsuioku no dokuro ha yasashi ku shi u» (追憶の髑髏は優しく嗤う)                                                           | 11.11.2003                |
| 7  | Луна ждёт обещанную Землю «Yakusoku no chi ni gatsu ha matsu» (約束の地に月は待つ)                                                              | 18.11.2003                |
| 8  | Замок мёртвой звезды «Shimetsu no hoshi no ma shiro» (死滅の星の魔城)                                                                           | 25.11.2003                |
| 9  | Друг. Тьма в глубине души «Tomo yo. tamashii no fukaki yami no hate ni» (友よ。魂の深き闇の果てに)                                              | 02.12.2003                |
| 10 | Иллюзия Кэй «Hotaru. gensō» (蛍・幻想) | 09.12.2003                |
| 11 | Содрогающаяся Вселенная «Furue ru uchū» (震える宇宙)                                                                                            | 16.12.2003                |
| 12 | Как только душа уйдёт, на прощание нет слов «Saihateni tamashii ha nagare ru. wakare ni kotoba monaku» (さいはてに魂は流れる。別れに言葉もなく) | 23.12.2003                |
| 13 | ...конец «... gai» (…涯) | 30.12.2003                |

## Музыка
| №   | Название                          | Длительность |
| --- | --------------------------------- | ------------ |
| 1.  | «THE ENDLESS ODYSSEY»             | 4:04         |
| 2.  | «DUMPER»                          | 1:55         |
| 3.  | «EVIL»                            | 3:06         |
| 4.  | «HARP»                            | 2:41         |
| 5.  | «ADMINISTRATION»                  | 2:01         |
| 6.  | «THE ENDLESS ODYSSEY ~tender~»    | 3:36         |
| 7.  | «REMAINS»                         | 2:50         |
| 8.  | «NAMELESS LONELY BLUES (Inst)»    | 4:41         |
| 9.  | «GO»                              | 1:07         |
| 10. | «EARTH»                           | 3:15         |
| 11. | «THE ENDLESS ODYSSEY ~sorrow~»    | 2:56         |
| 12. | «FEAR»                            | 2:07         |
| 13. | «CRISIS»                          | 2:25         |
| 14. | «WARP»                            | 1:39         |
| 15. | «DREAM»                           | 2:36         |
| 16. | «VERSUS»                          | 1:43         |
| 17. | «THE ENDLESS ODYSSEY ~in action~» | 1:48         |
| 18. | «CALM»                            | 2:12         |
| 19. | «UNEASE»                          | 1:35         |
| 20. | «DARKNESS»                        | 2:15         |
| 21. | «ARCADIA»                         | 3:09         |
| 22. | «COSMOS»                          | 1:43         |
| 23. | «NAMELESS LONELY BLUES»           | 6:37         |
| 24. | «THE ENDLESS ODYSSEY (Opening)»   | 1:40         |
| 25. | «NAMELESS LONELY BLUES (Ending)»  | 1:32         |

### Участники записи
- Хидэё Такакува, Акико Осава — флейта
- Сатоси Сёдзи, Такехико Ура — гобой
- Кимио Яманэ, Хидэо Кикути — кларнет
- Масаси Маэда — фагот
- Rush (Такаси Като) — струнные
- Мидори Такада, Мари Котакэ — перкуссия
- Отохико Фудзита, Тэцуо Такано, Кэнсё Нагивара, Таро Симода — горн
- Синко Огата, Ясухару Наканиси — фортепиано
- Томоюки Асакава — арфа
- Осаму Такахаси — труба
- Нодзоми Фурукава — гитары
- Наоки Ватанабэ — бас-гитара
- Токийский филармонический хор

Открывающая композиция:
1. «The Endless Odyssey», исполненная Такаюки Хаттори

Закрывающая композиция:
1. «NAMELESS LONELY BLUES» («Безымянный блюз одиночества»), исполненный певицей Тией

## Выпуск на видео
Аниме впервые вышло в Японии на 13 DVD в 2002—2003 годах от VAP. Сериал планировали показать летом 2002 года, однако из-за производственных задержек трансляция была отменена, и, начиная с декабря, каждый месяц выпускался диск с очередной серией. Причиной стало следующее: Мацумото обнаружил, что аниматоры использовали Звезду Давида, чтобы представить «корень всего зла», а это явный антисемитизм, с которым автор отказался иметь дело. Он сказал так: «У меня кровь застыла в жилах, когда я это увидел. Я никогда не позволял оскорблять чувства верующих и не могу допустить появления моих героев в аниме, растаптывающем мою философию!». Хотя позже отредактированный показ всё-таки состоялся по сети Nippon Television.
В США издано в 2004 и 2006 годах компанией Geneon Entertainment на 4 дисках плюс дополнительный. Присвоен рейтинг PG-13 из-за насилия, смертей, одержимости и наготы. Материалы включали в себя раскадровки 1 и 13 эпизодов, интервью с режиссёром Ринтаро в августе 2003 года и создателем франшизы Харлока Лэйдзи Мацумото, галерею изображений, трейлеры и клипы. Название «Капитан Херлок» связано с первым авторским именованием.
Во Франции дистрибьютором стала фирма Dybex. В Италии выпуском занималась Shin Vision в 2007 году, однако, во время экономического кризиса, она была признана банкротом 7 мая 2008 года и утратила лицензию. Данное издание шло в PAL, тогда как американское было в NTSC.
Формат — полноэкранный 4:3 (1:33.1). Оригинальный звук — Dolby Digital 5.1. Изображение тёмное, это сделано специально для поддержания мрачной атмосферы.

## Отзывы и критика
Сайт IGN дал аниме высокую оценку 8 из 10 баллов, отмечая возвращение Харлока к истокам космической оперы.
Зак Бертши из Anime News Network отнёс к плюсам анимацию, сценарий и персонажей. К минусам, «если вам не нравится Мацумото, это не для вас». Некоторые жалуются, что он просто повторяет себя. Всё, что когда-либо создал, — это вариации по одной и той же формуле: космическая опера с величественными героями и уникальными межгалактическими транспортами. С другой стороны, его поклонникам и тем, кто ценит хорошую научную фантастику, понравится. История здесь зрелая, хорошо написанная и захватывающая. Это не то, что наводняет американское телевидение («Звёздные врата: SG-1» и «Андромеда») и упивается относительно уникальным сюжетом. OVA никогда не бывает скучным, здесь не футуристический научно-фантастический фестиваль. Грандиозно и спокойно, визуально напыщенно и приземлённо одновременно. Как никогда ранее, нужна была оригинальная и образная интерпретация рассказов Мацумото.
Дон Хьюстон из DVD Talk подчеркнул, что Мацумото большинство признаёт не за Space Battleship Yamato, а именно за Капитана Харлока, космического пирата, презиравшего политиков и общество, но защищавшего Землю на своём корабле «Аркадия», одного из самых сложных персонажей, когда-либо созданных. Харлок живёт свободно и поступает так, как хочет, а не как правильно. Space Pirate Captain Herlock: The Endless Odyssey захватывает всем: бесстрашием, диалогами, приключением, сюжетными моментами, связанными с Тадаси, который был явно показан как копия капитана в юности.
Келли Тейлор в рецензии LiHeLiSo ставит вопрос, что такое пираты: мечи, одежда, прелести Джонни Деппа и Орландо Блума или капитан Блад и ром «Капитан Морган»? В руках Лэйдзи Мацумото пират становится не представителем анархии и разврата, а скорее символом индивидуализма и свободы. OVA «Бесконечная одиссея» — переосмысление Капитана Харлока, где в отличие от многих американских перезапусков комиксов активно участвовал создатель серии. Сюжет, диалог и графический стиль остаются верными оригиналу. Когда его спросили, Мацумото сказал, что он видел в Харлоке не нового человека, а скорее ещё одно вечное воплощение, существовавшее в разных формах. «Бесконечная одиссея» — альтернативная временная линия, которая дополняет, а не противоречит предыдущим версиям.
Харлок знает, как выжить не только в космосе, но и в экзистенциальной реальности, независимо от связей с культурой и нацией, не впадая в бессердечие или отчаяние. Он несёт анархию существования, используя свой собственный моральный компас. Дайба — классический молодой аниме-бунтарь, незрелая версия капитана. Поскольку он новичок на борту «Аркадии» и ещё формирует свою систему убеждений, все остальные должны ему объяснить, что они делают и почему. Командующий Ирита — антипод Харлока, одержим порядком и контролем, являясь чемпионом соответствия, полагая, что принесённые в жертву жизнь и свобода людей оправданы для поддержания стабильности. «Без полного контроля над информацией в обществе не может быть никакого порядка», — похоже, что сказал какой-то правительственный чиновник, которого все недавно слышали.
Хотя слово «Ноо» не имеет никакого значения на японском языке (или ни о чём), на английском оно выглядит как долгое «нет». Ноо — это страх, демоническая сила, что столкнула Харлока и Ириту. Сериал спрашивает, как общество должно реагировать? Должны ли люди ужесточать порядок и повышать дисциплину или придерживаться свободы и уважать право других на самоопределение? Теперь ясно, почему некоторые так сильно интересуются пиратами.
Патрик Кинг из журнала Animefringe заметил, что одиссея Харлока больше научная фантастика, чем фэнтези. Благодаря отличной музыке, высококачественной анимации от Madhouse и объёмному звучанию, технические аспекты похвальные. Уровень детализации в мире Мацумото столь же впечатляет, как и сюжетная линия. Краткое изложение событий, которые привели к этому моменту, в аниме не представлено. Одним из недостатков является относительно медленное развитие. Кроме того, сериал драматичен, довольно серьёзен и лишён комедии. Если нужно светлое, чтобы отвлечься от сложного, следует искать что-то ещё. Если по-настоящему нравятся Айзек Азимов, Артур Кларк, Роберт Хайнлайн и Ларри Нивен, то стоит попробовать.
В обзоре Anime Mikomi, OVA несёт типичные элементы, которые есть в истории Харлока: индивидуализм, бесстрашие, вселенское зло, повторяющиеся высказывания «будь мужчиной», человечество, находящееся под дурным влиянием. С Ноо, воплощающими людские страхи в ужас, эта глава принимает более тёмную сюжетную линию, несколько освежая подход к повествованию. Это не означает, что всё идеально. Серия по-прежнему содержит ряд недостатков, которые можно найти в работе Мацумото. Харлок, находясь под прицелом, снимает любое напряжение, которое можно получить от битв, поскольку почти гарантированно победит своих врагов, если не будут созданы предпосылки для драмы, что происходит к концу. Кроме того, сериал сильно ограничен в развитии персонажей, за исключением пары заметных лиц, большинство остаются такими же, как и с самого начала. Не говоря уже о том, что при адаптации аниме 1978 года, не все поймут, на что авторы ссылаются. Декорации и дизайн космических кораблей приятны на глаз. Одни персонажи, как и следовало ожидать, выглядят по-человечески (Харлок, Тадаси, Кэй), в то время как другие грубыми и искажёнными (Яттаран, Доктор Зеро). Поэтому «Бесконечная одиссея» не для каждого, в основном, для фанатов Мацумото или желающих порадовать себя старыми аниме, чтобы взглянуть на них по-новому.
По мнению сайта The Anime Review, истории о Капитане Харлоке вневременные, и это самая интересная и страшная из них на сегодняшний день. Когда видно то, что Ноо могут сделать с огромным флотом военных кораблей, понятно, что они — вселенная боргов. Харлок всё ещё предстаёт стоиком и молчаливым, но при необходимости готов попасть врагу прямо в голову. Юный и дерзкий Тадаси играет роль Люка Скайуокера. Разумеется, любой, кто знаком с Лэйдзи Мацумото, знает, что этот человек не сделал ни одну из своих основных работ совместимыми друг с другом. Слишком много в предыстории осталось недосказанным. В то время как большая часть японской космической оперы уже устарела по современным стандартам и зрителям надоели последние шоу или стереотипные сёнэн, настоятельно рекомендуется посмотреть это.
THEM Anime отметил, что фанаты Мацумото знают: Капитан Харлок — самый крутой персонаж в Лэйдзиверсе. И это правильно, поскольку он один из немногих в аниме, кто на людях убивает своего соперника или бьёт ему прямо в лицо. По стандартам Dungeons & Dragons Харлок является ярким примером хорошего, но хаотичного персонажа. По крайней мере, это постHarlock Saga, если не иначе. В отличие от ранних произведений, сериал больше погружает в ужас, чем чистый боевик и научно-фантастическая драма. Однако Харлок практически неуязвим и справляется с любым кризисом, что лишает напряжения. Тадаси, который сначала выглядит просто хулиганом и слишком похож на молодого капитана, получает возможность расти как персонаж. Даже Кэй, после первого впечатления от её самонадеянности, проявляет себя гораздо лучше, чем кукла Барби. С Madhouse искусство и анимация выглядят великолепно. Музыка хорошо слушается, хотя иногда забывается. Ноо получились интересными антагонистами, это было отличное путешествие. Рекомендуется смотреть как отдельно, так и в связке с другими работами Мацумото, кроме Maetel Legend.
Журнал «Мир фантастики» включил «Бесконечную одиссею капитана Харлока» в забытую классику аниме о космических пиратах и авантюристах. Формально это считается продолжением сериала 1978 года, снимал тот же Ринтаро, но на самом деле больше похоже на перезапуск. Иначе сложно объяснить повторение линии профессора Дайбы и его сына Тадаси, которая уже была показана ранее. Впрочем, все экранизации манги о Харлоке — альтернативные версии. И OVA 2002 года — одна из лучших, хотя от оригинала Мацумото в ней, кроме героев и некоторых символов, ничего не осталось. «Одиссея» сильно отличается: здесь космическая опера с элементами мистики и ужаса, экипажу «Аркадии» противостоят настоящие демоны. Сразу же вспоминается Warhammer 40,000 — неудивительно, что у сериала мрачная атмосфера. Стоит также отметить интригу, связанную с гибелью Дайбы и жаждой мести Тадаси, которому предстоит мучительный выбор. Истории о Харлоке пропитаны духом либертарианства — Роберту Хайнлайну они наверняка бы понравились, главное — противодействие Системе в любой её форме. Харлок получился максимально японским: он похож на гибрид камикадзе времён Второй мировой войны и синсэнгуми вроде Кондо Исами. Даже если шансы на победу призрачны и ждёт верная смерть, он не отступает, потому что долг и честь превыше всего. Для получения истинного удовольствия нужно иметь представление о франшизе, иначе OVA может показаться фрагментарным.